# Alessandro Bonci

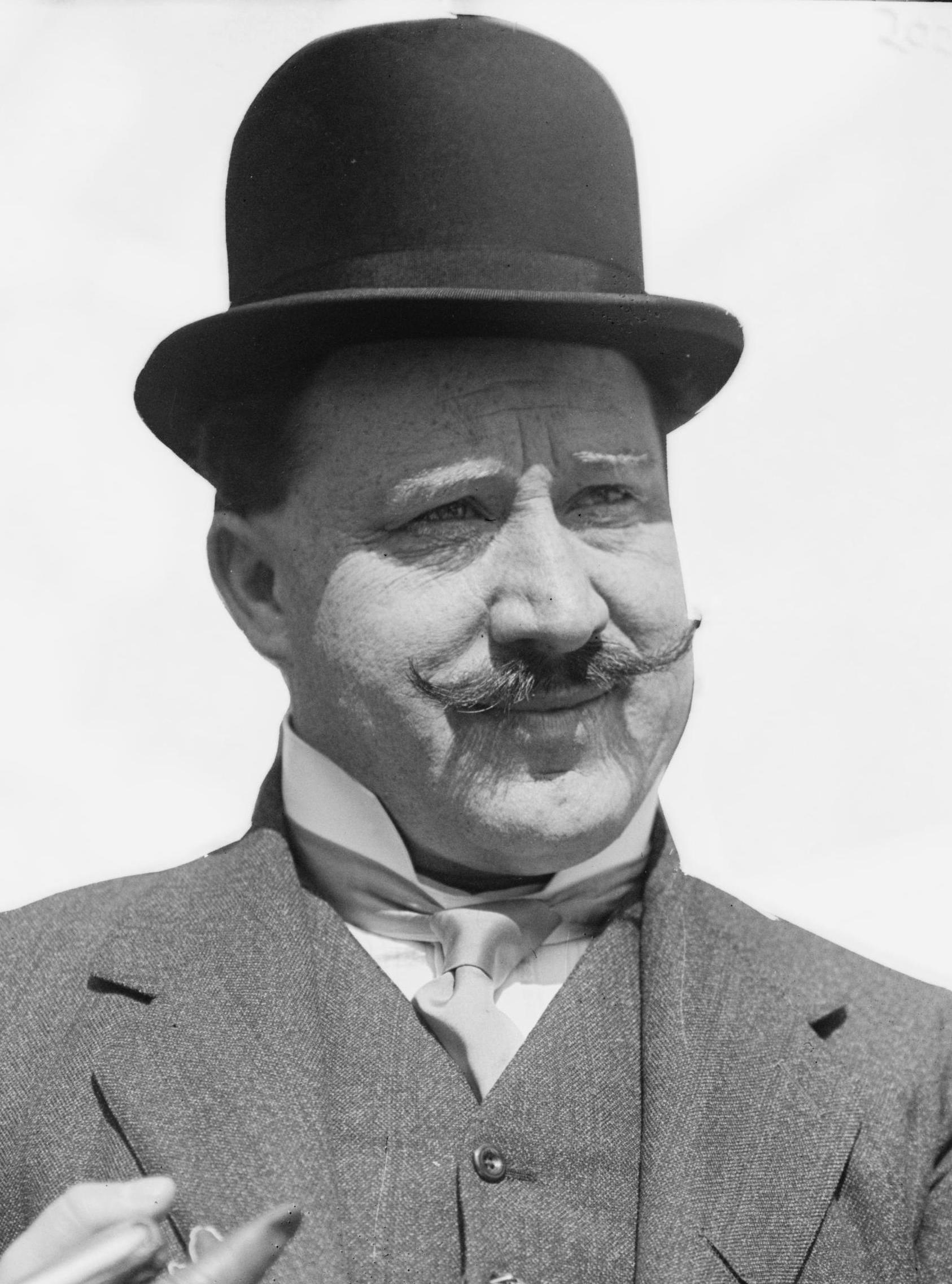
Alessandro Bonci 1910

Alessandro Bonci (* 10. Februar 1870 in Cesena; † 10. August 1940 in Viserba bei Rimini, Italien) war ein italienischer Opernsänger (Tenor).

## Leben
Nach seinem Gesangsstudium am Konservatorium in Pesaro bei Felice Coen und anschließend bei Enrico Delle Sedie in Paris debütierte er 1896 am Teatro Regio von Parma als Fenton im „Falstaff“ von Verdi. Schon früh spezialisierte sich der Sänger auf das Belcanto-Repertoire (Bellini, Donizetti, Rossini). Bereits 1897 trat er erstmals an der Mailänder Scala auf. Danach folgten Gastspiele in Sankt Petersburg, Wien, Berlin, Lissabon und Madrid. Von 1900 bis 1908 feierte er große Erfolge an der Covent Garden Opera London. Dazwischen, 1906, sang er in der Eröffnungsvorstellung der neu gegründeten Manhattan Opera den Arturo in „I Puritani“. Ein Jahr später wechselte er an die Metropolitan Opera (Antrittsrolle war der Herzog im „Rigoletto“) und blieb bis 1910 Mitglied dieses Opernhauses.
Während des Ersten Weltkrieges unterbrach er seine Karriere und diente freiwillig bei der italienischen Luftwaffe. Nach 1918 nahm er seine Karriere wieder erfolgreich auf, bis er 1923 seine aktive Karriere beendete. Von 1923 bis 1925 war er Gesangslehrer in New York und kehrte dann in seine italienische Heimat zurück, wo er sich bis  zu seinem Tod völlig aus dem öffentlichen Leben zurückzog.
Alessandro Bonci galt neben dem irischen Tenor John McCormack als größter Rivale des großen Enrico Caruso. Im Gegensatz zum Neapolitaner hatte Bonci eine helltimbrierte, schlanke Stimme. Durch diese spezielle Stimmqualität und seine souveräne   Beherrschung der Gesangstechnik war er ein idealer Tenore di Grazia. Viele seiner Schallplatten gelten bis heute unter Kennern als Lehrstücke für das Singen im Belcantostil. Der bekannte englische Gesangsfachmann John Steane erklärt Bonci aufgrund seiner Schallplatten zum „feinsten lyrischen Tenor des Jahrhunderts“.